# محمود صلواتی
محمود صلواتی (زاده اول فروردین ۱۳۳۲ در خمینی شهر اصفهان)، مجتهد، نویسنده، مفسر و مترجم قرآن و نهج البلاغه، پژوهشگر دینی و عضو شورای مرکزی مجمع مدرسین و محققین حوزه علمیه قم است. وی از مؤسسان سپاه پاسداران انقلاب اسلامی و بنیان‌گذار و نیز اولین رئیس مرکز تحقیقات و عقیدتی - سیاسی سپاه پاسداران بوده و از شاگردان برجسته حسینعلی منتظری و از نزدیکان یوسف صانعی و طاهری اصفهانی محسوب می‌شود. فضل‌الله صلواتی پسرعموی وی می‌باشد.

## فعالیتها و سوابق
محمود صلواتی به علت فعالیت‌های سیاسی علیه رژیم شاه، در سال ۵۲ توسط ساواک دستگیرشده و به کمیته مشترک ضد خرابکاری ساواک و شهربانی منتقل و بازجویی میشود و به دلیل عدم همکاری وی در مراحل مختلف بازجویی، توسط دادگاه نظامی شاه، محکوم به اعدام و بعد در حکم تجدید نظر با یک درجه تخفیف، به حبس ابد محکوم شد و بعد ار تحمل ۵ سال زندان و حبس در زندان اوین و زندان قصر، به عنوان زندانی سیاسی در پاییز ۵۷ آزاد شد
وی در زندان اوین برای دیگر زندانیان سیاسی که بیشترشان اعضای کادر سازمان مجاهدین خلق بودند، کلاسهای تفسیر قرآن و نهج البلاغه برگزار و تدریس می‌کرد که به اذعان برخی از اعضای سازمان مجاهدین خلق، همین جلسات تفسیر قرآن و نهج البلاغه در عدم گرایش به مارکسیسم و جریان تغییر ایدئولوژی (که البته نهایت منجر به ضربه سال ۵۴ در سازمان مجاهدین شد) و نیز شکل‌گیری قطب اقلیت مخالف با  مسعود رجوی مؤثر بود
مسعود رجوی در اینباره اظهار داشته که: محمود صلواتی مسبب عمیقتر شدن شکاف بین ما با جریان لطف‌الله میثمی، مجید شریف واقفی و مرتضی صمدیه لباف در زندان و پس از آن شد
محمود صلواتی بعد از رهایی از زندان فعالیت مستمری را به همراه محمد منتظری فرزند ایت الله منتظری در ابتدای انقلاب جهت تأسیس ستاد مرکزی سپاه پاسداران آغاز نمود و در اولین گام پیش‌نویس اساسنامه سپاه پاسداران را تنظیم و به نگارش درآورد؛ وی همچنین مؤسس و اولین رئیس مرکز تحقیقات و عقیدتی سیاسی سپاه پاسداران است؛ وی فرماندهی سپاه پاسداران خمینی شهر از ابتدای تأسیس تا پایان جنگ بر عهده داشت. صلواتی همچنین مدیریت عالیِ مدارس علمیه دارالشفا، رسول اکرم، امام محمد باقر و بعثت (مدارس تحت اشراف آیت الله حسینعلی منتظری) را در حوزه علمیه قم بر عهده داشت

## تالیفات
- نقش ملائکه در حرکت و سازماندهی هستی
- فدک مرثیه‌ای که دوباره باید خواند.
- جمود و خشونت
- مبانی فقهی حکومت اسلامی، ۸جلد (تقریر و ترجمه درسهای فقه حکومتی آیت الله منتظری)[۶]
- شناخت نهج البلاغه
- ترجمه قرآن کریم[۷]
- نهج العباده (مجموعه دعاها و مناجاتهای امام سجاد)[۸]
- ترجمه نهج البلاغه[۹]